# Peter Pláteník
Peter Pláteník est un joueur tchèque de volley-ball né le 16 mars 1981 à Bratislava (Tchécoslovaquie). Il mesure 1,96 m et joue réceptionneur-attaquant.

## Clubs
| Club                    | Pays     | De        | À         |
| ----------------------- | -------- | --------- | --------- |
| Noliko Maaseik          | Belgique | 2003-2004 | 2003-2004 |
| Panathinaikos Athènes   | Grèce    | 2004-2005 | 2004-2005 |
| Bre Banca Lanutti Cuneo | Italie   | 2005-2006 | 2005-2006 |
| Sparkling Milan         | Italie   | 2006-2007 | 2006-2007 |
| Sempre Volley Padoue    | Italie   | 2007-2008 | 2007-2008 |
| Bre Banca Lanutti Cuneo | Italie   | 2008-2009 | 2008-2009 |
| Ziraat Bankası Ankara   | Turquie  | 2009-2010 | …         |

## Palmarès
- Championnat de Belgique (1)
  - Vainqueur : 2004
- Coupe d'Italie (1)
  - Vainqueur : 2006
- Coupe de Belgique (1)
  - Vainqueur : 2004
- Coupe de Turquie
  - Vainqueur : 2010
  - Finaliste : 2009
- Supercoupe de Turquie
  - Vainqueur : 2010